# A Child of the Prairie (film 1915)
A Child of the Prairie è un cortometraggio muto del 1915 scritto, diretto e interpretato da Tom Mix. Altri interpreti del film, un western prodotto da William Nicholas Selig, erano Louella Maxam, Ed Brady, Sid Jordan.

## Trama
La moglie di Tom Martin, un giovane allevatore, si lascia corteggiare da un giocatore professionista, un tipo equivoco che cerca di persuaderla a lasciare il marito. Lei, però, non se la sente forse anche a causa della loro bambina. L'uomo, allora, concepisce un piano per sbarazzarsi di Tom durante una partita a carte. Con un trucco, riesce a sparare al suo rivale e, dopo averlo lasciato come morto, va a casa sua, annunciando alla donna la morte del marito. Lei, allora, si decide a partire con lui. Mentre prepara i bagagli, sul pavimento cade una fotografia del giocatore. Nel trambusto provocato dalla partenza, non si trova più la piccola Ruth: il giocatore, in preda all'urgenza della fuga, costringe la compagna ad abbandonare la bambina e a partire in tutta fretta. Ruth, in seguito, sarà ritrovata dai cowboy. Quando Tom ritorna a casa, la trova vuota. A terra, vede la foto, e giura che si vendicherà dell'uomo che gli ha rovinato la vita.
Passano quindici anni e Tom è diventato lo sceriffo della contea. Un giorno, riconosce in una foto segnaletica il giocatore d'azzardo. In città, ritrova il suo avversario. I due hanno uno scontro a fuoco nel quale Tom ferisce mortalmente l'altro. Prima di morire, questi racconta a Tom come si era persa la bambina e lui, allora, riconosce la figlia in una ragazza che aveva incontrato qualche tempo prima e che l'aveva colpito per la sua somiglianza con la moglie perduta.

## Produzione
Il film fu prodotto dalla Selig Polyscope Company.

## Distribuzione
Distribuito dalla General Film Company, il film - un cortometraggio in due bobine - uscì nelle sale cinematografiche statunitensi il 1º marzo 1915.
La pellicola fu rimaneggiata e ampliata utilizzando altro materiale da un altro film non identificato di Tom Mix, uscendo in distribuzione nel 1925 in una versione in cinque rulli dallo stesso titolo.
È stato distribuito in VHS dalla Movies Unlimited.